# Sils im Domleschg
Pour les articles homonymes, voir Sils.
Sils im Domleschg est une commune suisse du canton des Grisons, située dans la région de Viamala.

## Monuments

Photo aérienne (1947)

Les châteaux de Ehrenfels, de Campell et de Hohenrätien, de même que le site préhistorique de Carschenna et ses peintures rupestres, sont inscrits comme biens culturels d'importance nationale.

## Pétroglyphes de Carschenna
Les pétroglyphes de Carschenna ont été découverts en 1965 par un forestier. Il s'agit de 11 plaques de roche polie par le glacier, représentant des cercles concentriques, des figures anthropomorphes et des images d'animaux.

## Galerie

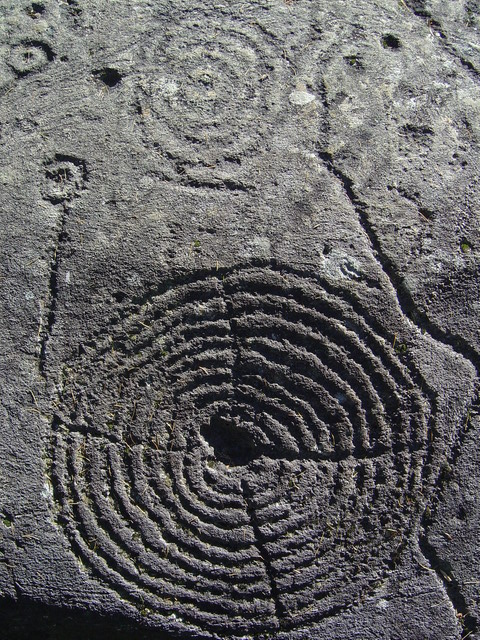
Pétroglyphe de Carschenna
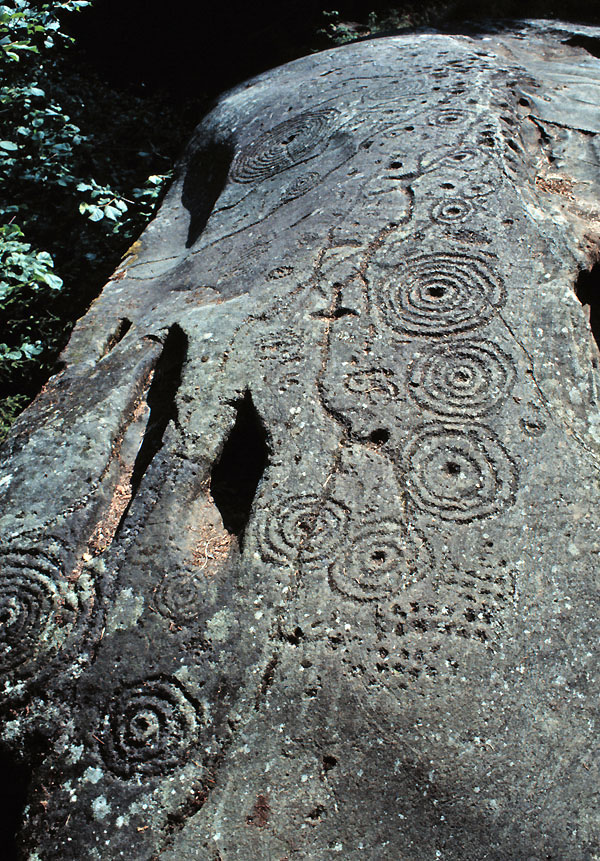
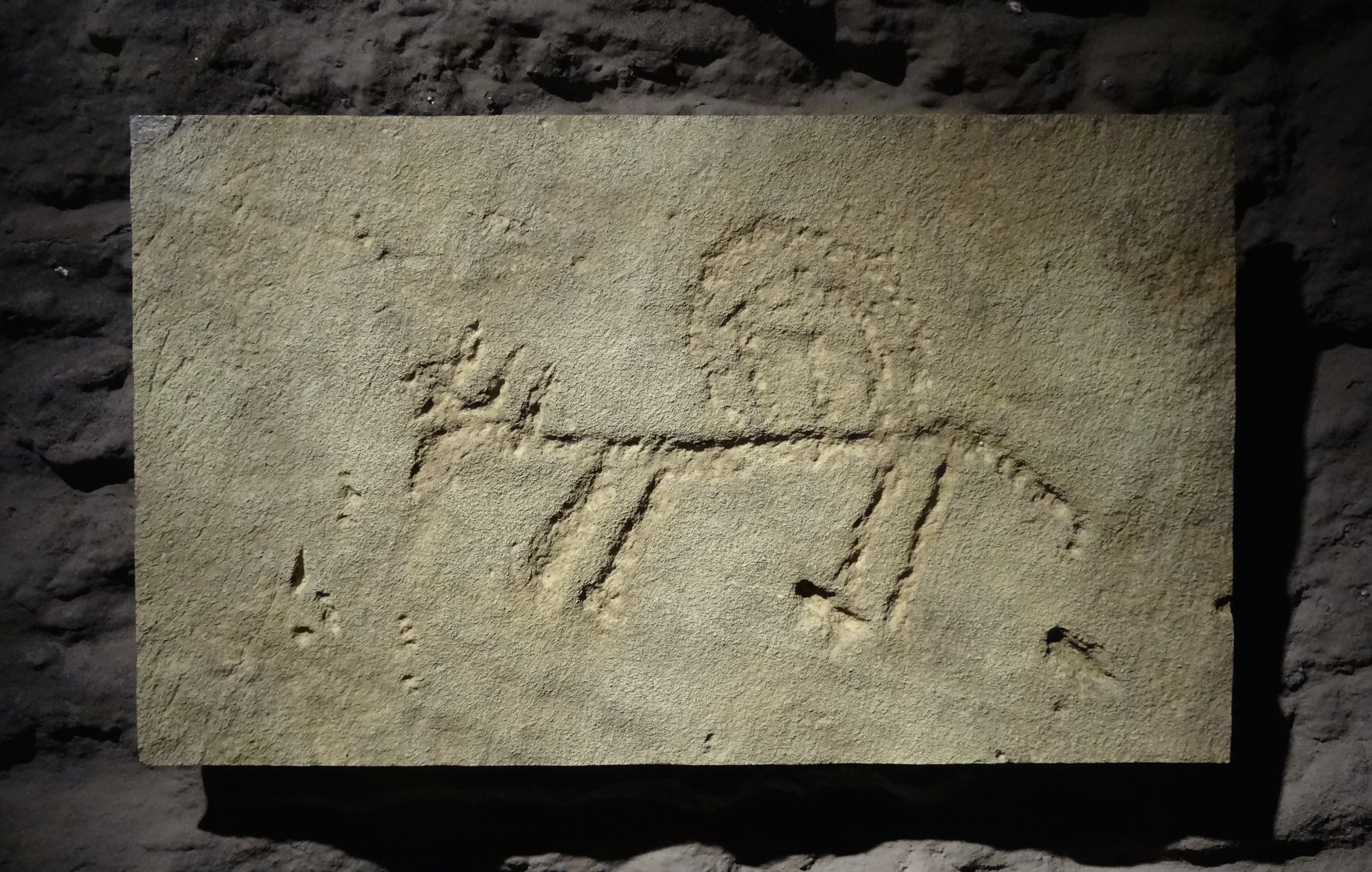